# Gryllotalpa orientalis
Gryllotalpa orientalis är en insektsart som beskrevs av Hermann Burmeister 1838. Gryllotalpa orientalis ingår i släktet Gryllotalpa och familjen mullvadssyrsor. Inga underarter finns listade i Catalogue of Life.

## Bildgalleri

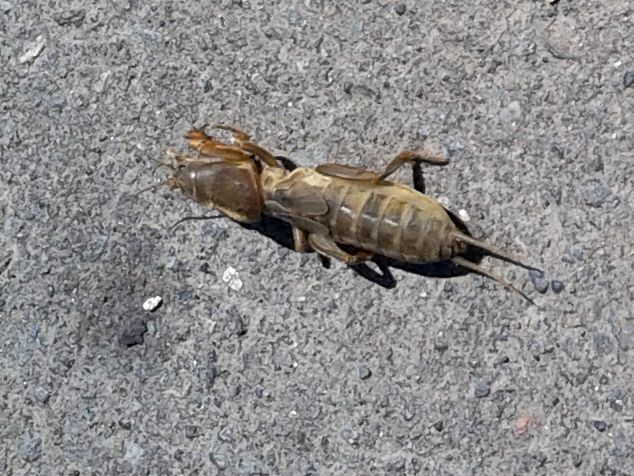
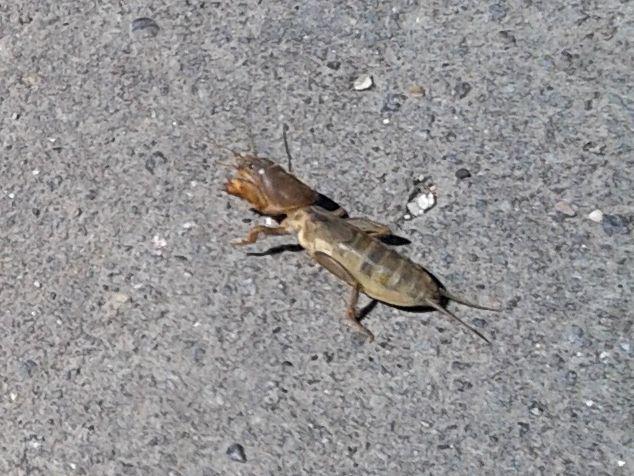